# Mongolia na Zimowych Igrzyskach Olimpijskich 1984
Reprezentacja Mongolii na Zimowych Igrzyskach Olimpijskich 1984 w Sarajewie liczyła czterech zawodników - biegaczy narciarskich. Wśród reprezentantów Mongolii znalazł się Pürewdżawyn Batsüch, zdyskwalifikowany za stosowanie środków dopingujących. Był to piąty w historii start reprezentacji Mongolii na zimowych igrzyskach olimpijskich.

## Wyniki

### Biegi narciarskie

#### Bieg mężczyzn na 15 km
| Zawodnik                      | Czas    | Miejsce | Źródło |
| ----------------------------- | ------- | ------- | ------ |
| Pürewdżawyn Batsüch           | DSQ     | -       | [ 1 ]  |
| Wangansürengijn Renczinchorol | DSQ     | -       | [ 1 ]  |
| Dondogijn Ganchujag           | DSQ     | -       | [ 1 ]  |
| Luwsandaszijn Dordż           | 49:17.8 | 65.     | [ 1 ]  |

#### Bieg mężczyzn na 30 km
| Zawodnik                      | Czas      | Miejsce | Źródło |
| ----------------------------- | --------- | ------- | ------ |
| Pürewdżawyn Batsüch           | DSQ       | -       | [ 2 ]  |
| Wangansürengijn Renczinchorol | 1:47:04.0 | 61.     | [ 2 ]  |
| Dondogijn Ganchujag           | 1:47:32.5 | 61.     | [ 2 ]  |
| Luwsandaszijn Dordż           | 1:43:03.1 | 55.     | [ 2 ]  |

#### Sztafeta 4 x 10 km
| Zawodnicy                                                                                 | Czas | Miejsce | Źródło |
| ----------------------------------------------------------------------------------------- | ---- | ------- | ------ |
| Pürewdżawyn Batsüch Wangansürengijn Renczinchorol Dondogijn Ganchujag Luwsandaszijn Dordż | DSQ  | -       | [ 3 ]  |